# Udovstvo
Udovica je žena čiji je suprug preminuo, a udovac je čovek čija je supruga preminula.  Postupanje prema udovicama i udovcima širom sveta je različito.

## Terminologija
Udovica je žena čiji je supružnik umro, dok je udovac muškarac čiji je supružnik umro. Stanje smrtnog gubitka supružnika naziva se udovstvom.
Ovi uslovi se ne primenjuju na razvedenog  bivšeg supružnika nakon smrti. U engleskom jeziku je arhaični izraz za udovicu „relikt“, i ta reč se ponekad može naći na starijim nadgrobnim spomenicima. 
Termin udovstvo može se koristiti za bilo koji pol, barem prema nekim rečnicima, ali reč je udovištvo takođe navedeno u nekim rečnicima. Povremeno se koristi reč viduitet.

## Ekonomska pozicija
U društvima u kojima je suprug jedini hranitelj, njegova smrt može ostaviti porodicu bez sredstava za život. Tendencija da žene uglavnom nadžive muškarce može to da dodatno oteža situaciju, kao i da se muškarci u mnogim društvima žene suprugama mlađim od sebe. U nekim patrijarhalnim društvima udovice mogu zadržati ekonomsku nezavisnost. Žena bi nastavila posao supružnika i dobila bi određena prava, poput ulaska u cehove. U novije vreme, udovice političkih ličnosti bile su među prvim ženama izabranim na visoke funkcije u mnogim zemljama, poput Korazon Akino ili Isabele Martinez de Peron.
U Britaniji iz 19. veka udovice su imale veće mogućnosti za socijalnu mobilnost nego u mnogim drugim društvima. Zajedno sa sposobnošću da se socijalno-ekonomski uzdižu, udovice - koje su „verovatno neudate“ - bile su mnogo sposobnije (i sklonije) da ospore konvencionalno seksualno ponašanje, nego udate žene u njihovom društvu.

### Efekti udovstva
Fenomen koji se odnosi na povećanu stopu smrtnosti nakon smrti supružnika naziva se efektom udovstva. „Najjači je tokom prva tri meseca nakon smrti supružnika, kada postoji 66 odsto veća šansa da preostali supružnik premine.” Većina udovica i udovica pati od ovog efekta tokom prva 3 meseca smrti supružnika, ali takođe mogu patiti od ovog efekta i kasnije tokom svog života mnogo duže od 3 meseca. Ostaje kontroverza oko toga da li žene ili muškarci imaju lošije efekte od udovstva, i neke od studija su pokušale da obrazlože koji spol ima lošiji ishod, dok druge studije pokušavaju da pokažu da ne postoje istinske razlike po osnovi pola, te da su drugi faktori odgovorni za bilo kakve razlike.
Iako je sporno da li seks ima ulogu u intenzitetu tuge, seks često utiče na to kako se životni stil pojedinca menja nakon smrti supružnika. Istraživanja su pokazala da su razlike izražeene u pogledu tereta brige, očekivanjima i načinu na koji oni reaguju nakon smrti supružnika. Na primer, žene često nose veći emocionalni teret od muškaraca i manje su spremne da prebrode smrt supružnika. Nakon što ostanu udovci, muškarci i žene mogu vrlo različito da reaguju i često promene životni stil. Postoji tendencija da ženi više nedostaje muž ako je iznenada umro; s druge strane, muškarcima više nedostaje supruga ako je umrla nakon duge, terminalne bolesti. Pored toga, primećeno je da i muškarci i žene doživljavaju promene životnih navika nakon smrti supružnika. Oba pola imaju poteškoće u pogledu brige o sebi bez supružnikove pomoći, mada se ove promene mogu razlikovati u zavisnosti od pola i uloge supružnika u njihovom životu.
Što stariji supružnici postaju, to su svesniji da su sami zbog smrti muža ili žene. Ovo negativno utiče na mentalno, kao i na fizičko stanje muškaraca i žena.

## Sujeverna verovanja o udovicama
U delovima Afrike, poput Kenije, na udovice se gleda kao na nečiste i da ih treba ’očistiti’. Ovo često zahteva seks sa nekim. Oni koji odbijaju da budu očišćeni rizikuju da ih pretuku sujeverni seljani, koji takođe mogu naštetiti ženinoj deci. Tvrdi se da je ovo shvatanje proizašlo iz ideje da ako je muž umro, žena je možda izvršila vračanje protiv njega.
U delovima Indije i Nepala žena je često optužena da je uzrokovala smrt svog supruga i nije joj dozvoljeno da pogleda drugu osobu, jer se njen pogled smatra lošom srećom.
One za koje je verovatno da će biti optužene i ubijene kao veštice, kao što je to ponekad slučaj na Papua Novoj Gvineji, često su udovice.
U Čiloskom folkloru u južnom Čileu, udovice i crne mačke su važni elementi koji su potrebni prilikom lova na blago karbunkla.

## Klasični i savremeni društveni običaji

### Baština udovica
Nasleđivanje udovice (takođe poznato kao nasledstvo neveste) je kulturna i društvena praksa po kojoj se udovica mora udati za muškog rođaka svog pokojnog muža, često njegovog brata.

### Indija
Do početka 19. veka, u nekim delovima Indije smatrano se časnim da hinduistička udovica sebe žrtvuje na pogrebnoj lomači svog pokojnog muža. Ovaj običaj, zvan sati, zabranjen je 1827. godine u Britanskoj Indiji i 1987. godine u nezavisnoj Indiji Zakonom o sprečavanju satija, koji je učinio nelegalnim podržavanje, veličanje ili pokušaj počinjenja satija. Podrška satiju, uključujući prinuđivanje ili primoravanje nekoga da počini sati, može biti kažnjiva smrtnom kaznom ili doživotnom robijom, dok se veličanje satija kažnjava zatvorom od jedne do sedam godina.
Čak i ako nisu izvršile samoubistvo, hinduističkim udovicama je tradicionalno bilo zabranjeno da se ponovo udaju. Zakon o ponovnom venčanju hinduističkih udovica iz 1856, donesen kao odgovor na kampanju reformatora Pandita Išvar Čandre Vidjasagara, legalizovao je ponovni brak udovice i pružio pravne mere zaštite od gubitka određenih oblika nasledstva zbog ponovnog venčanja hindu udovice, mada, prema zakonu, udovica napušta svako nasledstvo koje bi joj pripadalo od njenog preminulog supruga.
Status udovstva za hinduiste pratila je telesna simbolika:
- Glava udovice je brijana kao deo njenog žaljenja.
- Ona više nije mogla da nosi crvenu tačku (sindur) na čelu i bilo joj je zabranjeno da nosi venčani nakit.
- Od nje se očekivalo da hoda bosa.

U današnje vreme ovi običaji nestaju.

### Koreja
Socijalna stigma u Čosonskoj Koreji zahtevala je da udovice ostanu neudate nakon smrti svojih muževa. Godine 1477, Seongdžong od Čosona je doneo Zakon o ponovnom braku za udovice, koji je ojačao već postojeća socijalna ograničenja zabranom sinovima udovica koje su se ponovo udale da obavljaju javne funkcije. Godine 1489, Seongdžong je osudio ženu iz kraljevskog klana Ji Guji, kada je otkriveno da je kohabitirala sa svojim robom nakon što postala udovica. Uhapšeno je više od 40 članova njenog domaćinstva, a njen ljubavnik mučen do smrti.

## Spoljašnje veze
- „Odd Faiths in Fiji Isles”. The New York Times. 8. 2. 1891.